# Марія Ізабелла Вюртемберзька
Марія Ізабелла Вюртемберзька (нім. Maria Isabella von Württemberg), повне ім'я Марія Ізабелла Філіпіна Терезія Матильда Жозефіна Вюртемберзька (нім. Maria Isabella Philippine Theresia Mathilde Josephine, Herzogin von Württemberg), (нар. 30 серпня 1871 — пом. 24 травня 1904) — принцеса Вюртемберзька з Вюртемберзького дому, донька герцога Філіпа Вюртемберзького та австрійської ерцгерцогині Марії Терезії, дружина саксонського принца Йоганна Георга.

## Біографія
Марія Ізабелла народилася 30 серпня 1871 року в Орт-ан-дер-Донау. Вона була третьою дитиною та другою донькою в родині герцога Філіпа Вюртемберзького та його дружини Марії Терезії Тешенської. Дівчинка мала старшого брата Альбрехта й сестру Марію Амелію. Згодом родина поповнилася молодшими синами: Робертом та Ульріхом.

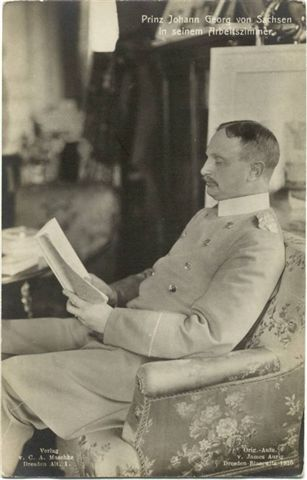
Йоганн Георг близько 1900 року

Взимку сімейство мешкало у палаці Штрудельгоф у Відні, літню пору року проводили на віллі в Альтмюнстері біля озера Траунзеє.
У віці 22 років Марія Ізабелла взяла шлюб із 24-річним принцом Йоганном Георгом, який був середнім сином спадкоємця престолу Саксонії Фрідріха Георга. Весілля пройшло 5 квітня 1894 року в Штутгарті. Дітей у подружжя не було.
У 1902 році свекор Марії Ізабелли став королем Саксонії. Резиденцією пари з того часу став замок Веєзенштайн поблизу Дрездена.
Йоганн Георг був визнаним мистецтвознавцем та часто подорожував. Із Марією Ізабеллою вони прожили десять років до самої її смерті 24 травня 1904-го.
Поховали принцесу в новому склепі крипти придворної церкви Дрездена.

## Нагороди
- Орден Ольги (Вюртемберзьке королівство).

## Титули
- 30 серпня 1871 —5 квітня 1894 — Її Королівська Високість Герцогиня Марія Ізабелла Вюртемберзька;
- 5 квітня 1894 —24 травня 1904 — Її Королівська Високість Принцеса Йоганн Георг Саксонський, Герцогиня Саксонії, Герцогиня Вюртембергу.